# Ristjärnen (Gustafs socken, Dalarna)
Ristjärnen är en sjö i Säters kommun i Dalarna och ingår i Dalälvens huvudavrinningsområde.